# Olof Rönigk
Olof Rönigk föddes i Roslagen ca 1710. Han var rektor vid Katarina Skola i Stockholm. Han har skrivit en psalm som återfinns i 1819 års psalmbok. Olof Rönigk avled 1783. 

## Publicerad i
- Helga, Jesu, röst och hjärta (Nr 70, 1819)